# أل لوب
أل لوب (بالإنجليزية: Al Loeb)‏ هو لاعب كرة قدم أمريكية أمريكي، ولد في 11 مارس 1890 في أتلانتا في الولايات المتحدة، وتوفي في 13 أكتوبر 1987.